# 袁城
袁城（1488年—？），字邦衛，號韶岡，江西南昌府豐城縣人，軍籍，明朝政治人物。

## 生平
正德八年（1513年）癸酉科江西鄉試第八十二名舉人，十六年（1521年）中式辛巳科會試第二百二十八名，二甲第四十二名進士。任台州府知府，調衢州府知府。

## 家族
曾祖袁習文；祖父袁時仁；父袁欽恒，封南京刑部主事。母徐氏，重慶下。子袁伯聰、袁伯睿。孫袁國寧。外孫曾如衢（舉人）、曾如春（進士）、曾如川（舉人）。